# Иван Тутолмин
Иван Федорович Тутолмин (на руски: Иван Фёдорович Тутолмин) е руски офицер, генерал от кавалерията. Участник в Руско-турската война (1877 – 1878).

## Биография
Иван Тутолмин е роден на 25 октомври 1837 г. в Курска губерния в семейството на потомствения дворянин генерал-майор Фьодор Тутолмин и Елизавета Толубиева. Ориентира се към военното поприще и завършва 1-ви кадетски корпус. Произведен е в първо офицерско звание поручик с назначение в Перновския гренадирски полк (1857). Служи с военно звание корнет в лейбгвардейския Улански полк.
Завършва Николаевската военна академия на Генералния щаб. Получава назначение в Генералния щаб на Руската армия.
Участва в потушаването на Полското въстание (1863 – 1864). Повишен е във военно звание полковник. Командир на лейбгвардейския Улански полк (1872) и възпитател на Великия княз Пьотр Николаевич (1872 – 1877).
Участва в Руско-турската война (1877 – 1878). Служи в щаба на главнокомандващия Руската армия княз Николай Николаевич. Назначен е за командир на 1-ва казашка бригада от Кавказката казашка дивизия. Личният състав е от казаци-осетинци, владикавказци, кубанци и терски. Бригадата е самостоятелна бойна част, която действа по заповед на главнокомандващия или се направлява според обстоятелствата от бригадния командир. Проявява многократно командирско умение и храброст. Разбива обкръжение при с. Градище, Търновско, пленявайки 3 знамена, оръдие и обоза. На 8 октомври 1877 г. е награден с Орден „Св. Георги“ IV ст. С флангови удар успешно разбива и преследва два османски табора в битката за Ловеч на 22 август. Отличава се при боевете при Плевен под командването на генерал-майор Михаил Скобелев и в битката при Телиш. Награден е със Златно оръжие „За храброст“ и е повишен във военно звание генерал-майор (1877). Участва в преминаването на Западния отряд с командир генерал-лейтенант Йосиф Гурко през Стара планина и освобождаването на София.
Води и оставя походен дневник от войната наименуван „Кавказката казашка бригада в България 1877 – 1878 г.“ Публикуван е през 1879 г.
След войната продължава службата в Руската армия като началник на Офицерското кавалерийско училище (1882); командир на 1-ва Кавказка казашка дивизия (1886), Кавказката казашка дивизия (1893), 5-и Армейски корпус (1895). Помощник на генерал-инспектора на кавалерията (1898 – 1901). Член на Военния съвет на Руската армия от 1901 г. Повишен е във военно звание генерал-лейтенант от 1886 г. и генерал от кавалерията от 1901 г.
Умира на 7 август 1908 г.

## Памет
Провъзгласен е за Почетен гражданин на Ловеч на 31 август 1907 г. „за заслуги при освобождението на Ловеч от турско иго на 22 август 1877 г. като командир на 1-ва Кавказка казашка бригада“. Улица в Ловеч е наименувана „полковник Иван Тутолмин“.

## Семейство
- баща Фёдор Дмитриевич Тутолмин,
- майка Елизавета Афанасьевна Тутолмина,
- брат Дмитрий Фёдорович Тутолмин,
- брат Николай Тутолмин,
- полубрат Алексей Фёдорович Тутолмин,
- полубрат Владимир Фёдорович Тутолмин. [1]